# Pedro Cieza de León

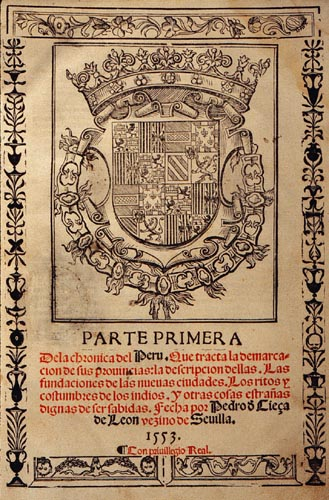
Prima pagina de la Chrónica del Perú di Pedro Cieza de León.

Pedro Cieza de Léon (Llerena, 1512 – Siviglia, 1554) fu un cronista spagnolo del XVI secolo che si occupò della storia del Perù.

## Primi anni
Cieza nacque a Llerena, nella provincia di Badajoz, ma ben presto si trasferì a Siviglia seguendo la sua famiglia che ivi aveva degli interessi commerciali.
Non conosciamo nulla della sua vita in Spagna e le prime notizie che lo riguardano risalgono alle vicende cui partecipò nelle colonie a partire dal 1535.
Iniziò la sua carriera militare nei territori spagnoli dell'attuale Colombia al servizio di Pedro de Heredia. La sua prima impresa si svolse nella regione di Cenú (Senu), ma già nel 1536 era passato agli ordini di Alonso di Cáceres partecipando all'esplorazione di Urute e delle montagne di Abibe. Nel 1539, sempre in Colombia, seguiva le truppe di Robledo, capitano di Lorenzo de Aldana, nella regione di Ancerma, per poi passare con il suo rivale Sebastián de Belalcázar nella sua spedizione contro gli indios di Picara. Cieza, per i suoi servigi ottenne una encomienda, ma preferì seguire il suo nuovo comandante in Perù dove, sotto i suoi ordini, partecipò, nel 1549, dalla parte di Pedro de la Gasca, rappresentante della corona spagnola, alla conclusiva battaglia di Jaquijaguana contro il ribelle Gonzalo Pizarro che si era posto a capo di una vasta sedizione.

## Produzione letteraria
Nel 1550 Cieza, che aveva conquistato la fiducia di La Gasca, ottenne la nomina di crónista de Indias e delle credenziali che gli aprirono l'accesso agli archivi del Perù e gli assicurarono la collaborazione di tutti i rappresentanti della corona per le sue investigazioni storico-geografiche.
L'antico soldato, ormai trasformato in storico ed esploratore, si mise a percorrere tutte le contrade del Perù desideroso di elencare tutte le caratteristiche di questo paese dal punto di vista geografico, botanico e zoologico. Ne sortì l'opera da lui stesso intitolata “Parte primera de la Crónica del Peru” in cui sono esaminati tutti i luoghi della nuova colonia con i loro siti archeologici, i monumenti e le relative leggende, ma anche gli aspetti più propriamente naturalistici.
Cieza si era, però, ripromesso di ricostruire la storia degli Inca dalle origini ai suoi giorni e diede corpo a questi disegni scrivendo la “Segunda parte de la Crónica del Perú, que trata del Señorio de los incas Yupanquis y de sus grandes hechos y gobernación.” Per redigere questa opera Cieza si preoccupò di interrogare gli anziani saggi degli inca ancora sopravvissuti e ne elencò scrupolosamente i nomi e le famiglie di origine, consentendo anche agli storici attuali una attendibile indagine critica. Da provato storico ebbe anche l'accortezza di segnalare le opinioni in contrasto con quelle riportate spiegando altresì i motivi della sua scelta per l'una o per l'altra versione.
Questo suo atteggiamento gli avrebbe valso l'appellativo di principe de los cronistas da parte dell'erudito ricercatore Jimenez de la Espada.
La fatica di Cieza non doveva però terminare con questa fondamentale ricostruzione. Egli infatti scrisse una “Tercera parte” intitolata “ El descubrimiento y conquista deste reino del Perú” in cui esamina tutte le fasi della conquista fino al tentativo di penetrazione in Cile da parte di Diego de Almagro.
Esiste infine una “Quarta parte” sulle guerre civili che si compone di tre libri, ma che, nelle intenzioni dell'autore avrebbe dovuto comprenderne cinque. Il primo è dedicato alla lotta tra i Pizarro e Diego de Almagro e si conclude con la morte di quest'ultimo. Il secondo narra la cospirazione del figlio di Diego de Almagro e il terzo l'inizio di quella di Gonzalo Pizarro. I due rimanenti avrebbero dovuto essere la continuazione e la conclusione delle vicende narrate nel terzo, ma la morte di Cieza ne impedì la realizzazione.

## Ritorno in patria
Cieza tornò a Siviglia nel 1551 e contrasse, nello stesso anno, matrimonio con doña Isabel López de Abreu.
Gli anni successivi lo videro alternare tiepide attività di commercio con la stesura dei suoi libri.
La morte della moglie avvenuta nel 1554 sopravanzò di due mesi quella del consunto esploratore che si spense, parimenti, nel 1554.
Solo la prima parte della “Crónica del Perú" venne stampata prima della sua fine e nel suo testamento si dà menzione delle copie distribuite ai vari librai della penisola, mentre viene rivolto un auspicio per la pubblicazione delle rimanenti.

## Influenze culturali
La Crónica era conosciuta al poeta Giacomo Leopardi, che ne venne influenzato nella sua opera.

## Opere
- Parte primera de la Crónica del Peru[2]
- Segunda parte de la Crónica del Perú, que trata del Señorio de los incas Yupanquis y de sus grandes hechos y gobernación.
- Tercera parte: El descubrimiento y conquista deste reino del Perú.
- Quarta parte: Guerras civiles.

## Edizioni moderne
- Primera parte in BIBL. AUT. ESP. (tomo XXVI, Madrid 1947)
- Segunda parte in Colección cronicas de America (Destin Vol. 6°, Madrid 2000)
- Tercera parte in Colección cronicas de America (Destin Vol. 18°, Madrid 2000